# Culto

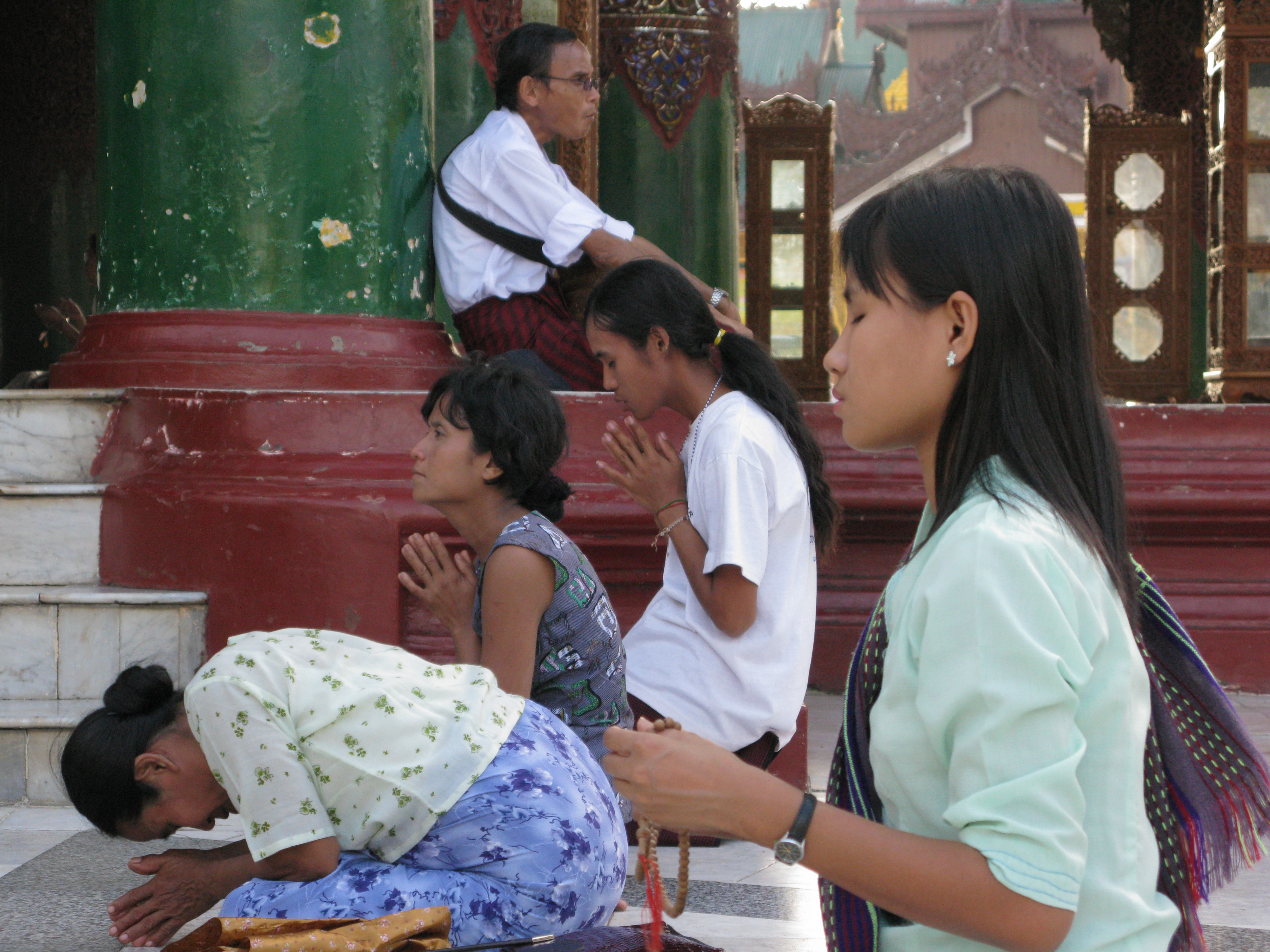
Devoti sikh rendono il loro culto al Tempio d'Oro di Amritsar.

Nell'uso tradizionale, il culto di una religione, indipendentemente dalle sue sacre scritture, dalla sua teologia, mitologia, o dalla fede personale dei suoi credenti, è la totalità della pratica religiosa esteriore. Il culto è letteralmente la "cura" dovuta alla divinità e al suo sacrario. Il termine "culto" deriva direttamente dal latino cultus, che significa "cura, coltivazione, adorazione", participio passato di colere, "coltivare". Tra le osservanze nel culto di una divinità ci sono i rituali, che possono comprendere preghiere e inni recitati o cantati, danze e spesso sacrifici, o sostituti del sacrificio. 
Altre manifestazioni del culto di una divinità sono la conservazione di reliquie o la creazione di immagini, come le murti o le icone (termine che di solito indica un'immagine piatta dipinta) o immagini di culto tridimensionali (statue o crocifissi) e l'identificazione di luoghi sacri, cime di colli e di monti, grotte, sorgenti e stagni, o boschi, che possono essere la sede di un oracolo. Queste particolari espressioni del culto sono considerate illecite nel Protestantesimo perché secondo la propria dottrina contrarie all'insegnamento delle Sacre Scritture.
Il luogo sacro può essere lasciato allo stato naturale oppure può essere elaborato a causa della costruzione di santuari o templi, sui quali è concentrata l'attenzione pubblica durante le festività religiose e che possono diventare la meta di un pellegrinaggio. Lo studio comparato della pratica cultuale fa parte delle discipline dell'antropologia della religione e della sociologia della religione, due aspetti della religione comparata.

## Panoramica dei luoghi di culto antichi
I complessi megalitici (l'aggettivo greco significa "pietre enormi") diffusi in gran parte d'Europa, dall'Irlanda all'isola di Malta, dalla penisola Iberica alla Valle del Danubio, e databili a partire dal 4500 a.C., sono imponenti strutture di culto che rappresentano le più significative testimonianze di popolazioni pre-urbane. La più celebre struttura di questo tipo, da molti identificata come un santuario preistorico, è il complesso di Stonehenge (Inghilterra), costruito a partire dal 2800 a.C. e modificato, a opera dei popoli che si sono succeduti in quell'area, per più di mille anni. La forma originaria del complesso consiste in una grande area circolare delimitata da un duplice terrapieno. Monoliti verticali (cioè pietre di un solo pezzo e di grandi dimensioni posizionate in verticale) segnano l'accesso all'area. Altri grandi blocchi unici di pietra di forma allungata e conficcati verticalmente nel terreno, detti menhir, indicano i punti di osservazione dei fenomeni astronomici. Il complesso è costruito in maniera tale da inquadrare con il suo asse principale il punto in cui sorge il sole il giorno del solstizio d'estate. La disposizione delle pietre serve ad indicare anche un vero e proprio calendario lunare.
La semplicità del disegno originario rappresenta bene il senso di ogni area sacra: uno spazio magico - in questo caso caratterizzato anche da una forma perfetta come il cerchio - che si isola dal territorio e si pone come "altro" rispetto al mondo circostante. Il terrapieno costituisce un confine simbolico che può essere oltrepassato solo in circostanze particolari (un evento astronomico o un rito specifico) o da individui speciali (sacerdoti o uomini "puri"), attraversando un corridoio magico, segnato da mehir. La concezione del recinto sacro persiste con chiarezza nella civiltà greca. Le civiltà egizia e mesopotamica sviluppano un'architettura sacra connessa alle funzioni astronomiche. La civiltà urbana permette lo sviluppo monumentale delle aree sacre e dei santuari. L'immane sforzo umano e architettonico che i monumenti megalitici testimoniano è presente in tutte le costruzioni delle grandi civiltà fluviali e mediterranee. Il tempio e santuario del dio Amon a Luxor e l'adiacente area sacra di Karnak, in Egitto, rappresentano uno dei più significativi complessi cultuali monumentali. Il luogo sacro diventa chiuso e impenetrabile: il tempio e il santuario spesso custodiscono il tesoro della città. L'impenetrabilità e la complessità architettonica mostrano la ricchezza e la forza della classe sacerdotale. Il mistero del rito celebrato all'interno del tempio afferma il loro potere.
Il tempio ed il santuario greco conciliano invece l'aspetto del mistero con una concezione del rito aperta verso l'esterno e la natura. Il monumentale assume quindi anche carattere scenografico. Alte colonne circondano l'edificio sacro creando una barriera simbolica che però consente il passaggio verso l'area sacra. La collocazione stessa dei principali santuari in aree extra-urbane ricopre una funzione particolare: politicamente rappresenta una forma di controllo del territorio e un luogo di incontro sacro e privilegiato con le popolazioni confinanti; psicologicamente implica invece per il fedele, che raggiunge il santuario con processioni annuali o in occasione di particolari festività, un distacco dal mondo della città e l'ingresso in un contesto magico. I culti dei santuari extraurbani implicano spesso, almeno originariamente, forme di intensa partecipazione psichica: stati allucinatori, rappresentazioni di grande intensità drammatica, forme di travestimento rituale con funzione iniziatica, riti fortemente collegati alla sfera della sessualità e della fertilità agricola. I santuari più arcaici, legati a riti misterici (cioè su cui i partecipanti erano tenuti a mantenere il segreto) oppure propiziatori dell'attività agricola, come il santuario della città di Eleusi dedicato alla dea Demetra (colei che avrebbe donato il grano all'umanità), sono costituiti da uno spazio accessibile solo ai sacerdoti e da uno spazio chiuso dove la comunità degli iniziati al mistero assiste alla celebrazione rituale e alle rappresentazioni che ripropongono il mito su cui si fonda la storia del santuario. 
Il rito si completa con una cerimonia all'aperto, che comprende anche una processione ed un tuffo in mare per simboleggiare la morte (immersione) e la rinascita (emersione) dell'iniziato e anche la ciclicità annuale del mondo vegetale. Il più celebre santuario greco, che gli antichi consideravano posto al centro del mondo, è Delfi, la città sacra di Apollo: un agglomerato di edifici di culto, adagiato scenograficamente su un monte, domina un'ampia valle ricoperta di allori che digrada dolcemente fino al mare. Alle spalle le imponenti vette del monte Parnaso che la mitologia vuole sede delle divinità che presiedono alle arti. Da ogni parte del mondo greco affluivano a Delfi pellegrini, delegazioni civiche o addirittura emissari di sovrani per interrogare la sacerdotessa: i suoi misteriosi responsi, interpretati da un ristretto e potente gruppo di sacerdoti, incidevano profondamente sulle scelte politiche di intere città o importanti famiglie, proibendo o auspicando guerre, alleanze famigliari, fondazioni di nuove città. In virtù dell'importante ruolo politico internazionale del santuario, in breve la via sacra di Delfi si costellò di piccoli eleganti edifici innalzati dalle principali città greche o da sovrani che si riconoscevano nella cultura greca: un dono al dio, veri e propri forzieri delle offerte e degli ex voto ricevuti e prova tangibile della ricchezza e del potere di chi faceva le donazioni. Anche il culto delfico prevede un rituale esterno al tempio: ogni quattro anni avevano infatti luogo dei giochi sacri durante i quali si svolgevano concorsi musicali, sacrifici, processioni e banchetti. Di fatto Delfi, e la complessa tradizione mitica che accompagna il santuario, vennero con il tempo a rappresentare nell'immaginario collettivo il simbolo dell'identità culturale di tutti i popoli che si richiamavano alla civiltà greca.
Nel Lazio antico il santuario di Diana sui colli Albani era il punto d'incontro privilegiato e di scambi, anche commerciali, tra popolazioni diverse. Città alleate riconoscevano nella comune devozione al santuario i vincoli religiosi che rinsaldavano la loro alleanza politica. Un interessante ruolo transnazionale di questo tipo fu ricoperto dall'isola di Delo: situata in un passaggio obbligato delle principali rotte mercantili fra Grecia e Asia Minore, l'isola in breve si arricchì e il tempio dedicato ad Apollo assunse sempre maggior prestigio. Atene, all'apice della sua influenza politica, giunse di fatto a controllarla e a dirigere l'attività diplomatica dei suoi sacerdoti, affidandole inoltre il tesoro della potente lega economico-militare che univa Atene con molte isole greche e città dell'Asia Minore. Roma fece di Delo un porto franco, centro del mercato mediterraneo di schiavi. Questa duplice funzione, economica e religiosa, è individuabile anche nel più importante centro cultuale dell'Asia Minore, il tempio di Artemide ad Efeso, dedicato alla Dea Madre della fertilità, la più ricca ed elegante costruzione religiosa dell'antichità classica, i cui sacerdoti fungevano da veri e propri banchieri per i grandi traffici internazionali. 
Epidauro, Kos e Pergamo divennero invece i tre centri principali del culto di Asclepio, dio della medicina, che in età ellenistica ed imperiale assunse grande importanza. Il carattere magico e salvico del culto del dio medico, morto e risorto e quindi in grado di guarire da ogni male e addirittura, come vuole il mito, di restituire la vita, ebbe una fortuna immensa, con orde di pellegrini e fedeli che si recavano ai santuari del dio per cercare una cura o implorare un miracolo. Molte testimonianze lasciano intendere che questi santuari radunassero una folla di guaritori, ciarlatani, venditori di unguenti e di ex voto. Vi erano poi terme, palestre, biblioteche, magazzini e forzieri per le offerte e, nelle zone vicine, luoghi di ristoro, botteghe specializzata, alberghi per i fedeli. La cura era suggerita direttamente dal dio tramite la pratica dell'incubazione: i fedeli dovevano dormire nell'area sacra, nel tempio stesso o in zone apposite e attendere nel sonno l'arrivo di un sogno da interpretare. L'intesa partecipazione psichica del fedele poteva dare luogo anche a fenomeni di guarigione improvvisa. Il santuario di Kos, tra quelli citati, è quello che offre il miglior esempio di architettura scenografica, in grado di stupire per la sua grandiosità e solennità i pellegrini: disposto su tre ampie terrazze successive, culmina nel tempio dedicato al dio, a cui si accede quindi dopo un lungo avvicinamento che alterna scalinate e percorsi in piano. Questa struttura viene ereditata dai grandi santuari romani. Il santuario della Fortuna Primigenia a Palestrina si articola su sei terrazze in cui si succedono percorsi coperti, spazi aperti e portici colonnati sino ad arrivare alla sommità dove il simulacro della dea domina una cavea teatrale che si apre sulla vallata. Come ad Epidauro il teatro viene integrato nell'area sacra, mostrando il valore rituale della rappresentazione e della partecipazione collettiva. Il santuario di Ercole Vincitore a Tivoli offre la medesima compresenza di tempio, porticato e teatro presente a Palestrina. Nella struttura portante del santuario vi sono locali individuati come magazzini e spazi commerciali che ripropongono la connessione tra santuario e centro di attività commerciale.
Con l'indebolimento e la successiva disgregazione dell'impero romano si assiste, anche per quanto riguarda i più importanti luoghi di culto urbani ed extraurbani, a un processo di rapida decadenza. Le cause sono molteplici. La crisi della religione romana tradizionale, incalzata dalla crescita del cristianesimo e minacciata dalle riforme politiche degli imperatori cristiani, indebolisce la forza economica e politica dei grandi santuari e dei templi in genere, che vedono diminuire i fedeli, il numero e la ricchezza delle offerte e perdono la funzione di tesori pubblici, banche e centri di orientamento della vita politica. D'altra parte la regressione degli scambi commerciali a lunga distanza e la perdita di controllo da parte dello Stato di strade e vie marittime, a causa degli spostamenti migratori delle popolazioni slave e germaniche e della crescente importanza del ruolo degli arabi nel Mediterraneo, rendono difficoltoso, fino a cancellarlo quasi del tutto, il pellegrinaggio dei fedeli. L'impoverimento generale diminuisce l'afflusso di capitali ai santuari e dirada gli interventi di manutenzione prima finanziati e organizzati dallo Stato e dalle comunità locali. Si arresta così la crescita monumentale dei grandi luoghi di culto.
Fenomeno parallelo alla distruzione dei grandi centri di culto tradizionali è la riconversione al culto cristiano di molti templi, santuari o aree sacre. Interessante il caso della Madonna di Pompei, che eredita il culto locale di Venere: la continuità degli ex voto mostra la capacità della nuova religione di assorbire e riformulare elementi religiosi preesistenti (sincretismo). Così i templi urbani, eretti spesso nel centro della città, non vengono distrutti, ma si riutilizzano per i nuovi culti, come avviene a Roma (Pantheon), a Siracusa (tempio di Atena) o ad Assisi (Santa Maria sopra Minerva), dove chiese cristiane si sostituiscono a templi romani. In epoca tardoantica prende avvio un processo parallelo di edificazione monumentale di complessi sacri cristiani. Questo serve per dare prova della forza della nuova religione di Stato. Sant'Ambrogio, vescovo di Milano, inaugura il fenomeno della scoperta e del commercio delle reliquie di santi e martiri. Le reliquie, custodite nelle nuove chiese, testimoniano la storia del popolo cristiano e costituiscono la base del culto dei santi, che conoscerà grande successo in epoca medievale, rappresentando di fatto una forma di continuità del politeismo antico. Le virtù magiche e miracolistiche delle reliquie proteggono la comunità e danno lustro alla Chiesa e all'ordine monastico o ecclesiastico che le custodisce. Si assiste così in epoca medievale a un vero e proprio mercato delle reliquie, il cui culto muove grandi pellegrinaggi e dà impulso alla fondazione di santuari. Il fenomeno di regressione della città e di disgregazione dei grandi centri di controllo politico in piccole unità autonome si ripercuote nell'organizzazione dei centri religiosi. Si viene così a formare una rete di latifondi, controllati dalla Chiesa e da ordini monastici, con rapporti di tipo feudale. La ricchezza di molti di questi centri, che riescono non di rado a inserire i loro membri più autorevoli negli apparati burocratici delle nuove monarchie, permette la creazione di strutture monumentali di grande rilievo. Cosa che contribuisce ad aumentare il loro prestigio religioso ed incentiva anche i pellegrinaggi. Accanto a centri monastici come Cluny o Montecassino, si sviluppano, ora per interesse politico, ora per fenomeni spontanei di religione popolare, anche santuari e nuovi luoghi di culto. In seguito, anche la rinascita della città dà impulso alla formazione di nuovi centri monastici e religiosi: Assisi diviene a partire dal secolo XIII uno dei centri religiosi più ricchi e importanti dell'Italia centrale e la tomba di san Francesco è oggetto di intenso pellegrinaggio. 
Nel secolo IX, sul luogo dove sarebbe stata miracolosamente scoperta la tomba dell'apostolo Giacomo (Iago, in spagnolo), il re delle Austrie dà avvio alla costruzione del santuario destinato a diventare la più celebre meta di pellegrinaggio di tutto il Medioevo: il santuario di Santiago di Compostela. Ben quattro percorsi portavano dalla Francia ai Pirenei da dove partiva l'ultimo tratto del cammino per Santiago. Le vie per Santiago diventano probabilmente le strade più battute d'Europa. Vengono riassestate le antiche strade romane e costituiscono ponti e case di accoglienza per i pellegrini. La ricchezza portata dai fedeli e la vitalità mercantile che si sviluppa sul percorso arricchiscono il cammino di Santiago di chiese e abbazie. Pamplona, Burgos, León in Spagna, Poitiers e Tolosa in Francia sono alcuni dei centri che traggono maggior beneficio. Come Delfi nel mondo antico, Santiago diventa una meta dell'immaginario medievale, oggetto di una fede popolare radicata e intensa. Umili e aristocratici si incamminano con spirito iniziatico e purificatorio: affrontano, spesso per la prima volta nella loro vita, un lungo e pericoloso viaggio che li porta a contatto con un mondo magico e ignoto, che credono abitato da spiriti e mostri. Il cammino purificario si conclude, come un nuovo battesimo, sul mare, che compare magicamente ai fedeli dopo centinaia di chilometri percorsi per terra. La conchiglia che i pellegrini al loro ritorno si legano al bastone, a testimonianza del raggiungimento della difficile meta, diventa il simbolo della purificazione e un talismano magico che protegge chi lo custodisce e gli assicura, come pellegrino di Santiago, un particolare rispetto. 
Un'altra meta importante del pellegrinaggio cristiano è rappresentata dalla Terrasanta. È un fenomeno già attestato in epoca tardoantica, quando era una moda delle classi privilegiate, paragonabile ai viaggi di studio nelle grandi capitali della cultura, come Alessandria d'Egitto o Atene. Esso assume carattere popolare solo in epoca più recente, con la rivitalizzazione dei commerci mediterranei preparata dalle crociate e dalla creazione in Palestina dei regni cristiani. La riconquista cristiana della Terra santa, per consentire l'accesso dei fedeli ai luoghi più sacri del cristianesimo secondo gli intenti dei suoi promotori, rientra nel lungo processo di ripresa del controllo politico e commerciale del Mediterraneo da parte delle nuove monarchie cristiane europee. Gerusalemme, ritenuta città santa dai fedeli di tutte le tre grandi religione del Mediterraneo e sede, secondo la tradizione, del Santo Sepolcro di Cristo, diventa meta di musulmani che persiste attraverso le alterne vicende della città e delle sue diverse comunità. La città, che conosce i primi pellegrini cristiani nel secolo II, ricorda nel IV la visita dell'imperatrice Elena che, secondo la tradizione, vi ritrova una reliquia della croce del Cristo. La presenza cristiana resta maggioritaria anche durante il periodo dell'occupazione araba. La riconquista cristiana nel secolo XI porta all'eliminazione o alla riduzione in schiavitù della popolazione araba ed ebraica e al ripopolamento con franchi e arabi-cristiani. Quando nel secolo successivo la città torna sotto il controllo arabo, molti degli edifici cristiani vengono distrutti o trasformati in moschee, con un fenomeno di riutilizzo degli edifici sacri che ricorda la conversione cristiana di molti templi romani. Gerusalemme, attraverso le sue complesse vicende, si arricchisce continuamente di chiese, santuari e moschee che ne fanno ancora oggi una delle più importanti città sacre del mondo. 
La Mecca, la cui Pietra nera sembra sia stata oggetto di culto e pellegrinaggio in età pre-islamica, si sviluppa dal secolo VI come importante carovaniera. La duplice funzione di centro di scambi e luogo di culto accresce rapidamente la sua importanza. Con la predicazione del profeta Maometto si ha la definitiva consacrazione della città: il testo sacro del Corano prevede infatti, tra gli obblighi fondamentali che i fedeli devono rispettare, il pellegrinaggio, almeno una volta nella vita, alla Mecca. Al Profeta si deve anche la costruzione della Grande Moschea, che racchiude al centro il santuario con la pietra sacra. Medina, città sacra dove Maometto avrebbe raccolto nel cortile della propria casa la prima comunità di fedeli, creando il modello della moschea, custodisce l'altro grande santuario islamico, rappresentato dalla tomba del Profeta.

## Edifici di culto

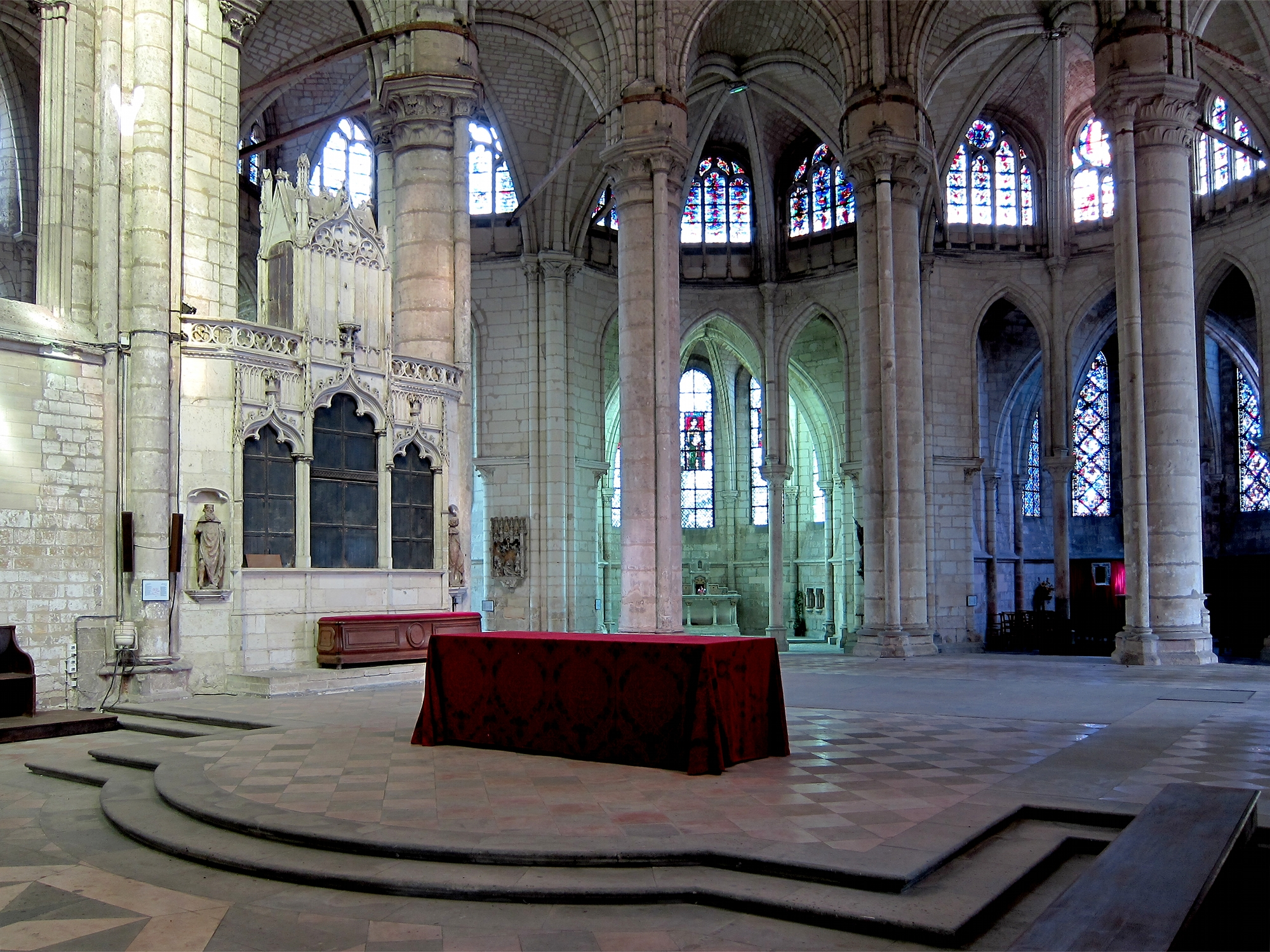
Il coro della basilica di San Quintino ad Aisne.

Il termine edificio di culto, a seconda del culto praticato al suo interno, può riferirsi a:
- una chiesa, nel caso si tratti di religione cristiana;
- una sinagoga, nel caso di religione ebraica;
- una moschea, nel caso di religione islamica;
- un tempio buddhista;
  - un wat, nel caso si tratti di un tempio buddhista in Cambogia, Thailandia o Laos;
  - un gompa, nel caso si tratti di un tempio buddhista in Tibet, Bhutan e nelle zone himalayane dell'India e del Nepal;
- una pagoda, edificio con funzioni principalmente religiose comune soprattutto in Cina, Corea, Giappone, Nepal e Thailandia;
- un santuario shintoista; detto anche Jinja
- un tempio taoista;
- un gurdwara, nel caso di culto del Sikhismo;
- un mandir, nel caso di induismo;
- un tempio, termine generico che identifica strutture architettoniche utilizzate come luogo di culto.

## Culto nel Cristianesimo
Alcuni cristiani hanno perfezionato la distinzione tra adorazione e venerazione, entrambe comprese nel termine latino cultus e apparentemente indistinguibili. Sia il Cattolicesimo che l'Ortodossia distinguono tra l'adorazione (latino adoratio, greco latreia [λατρεια]) che è dovuta solo a Dio, e la venerazione (latino veneratio, greco doulia [δουλεια]), che si può offrire ai santi. Le chiese protestanti, invece, conformemente all'interpretazione ebraica, ritengono che non vi sia alcuna distinzione fra adorazione e venerazione; pertanto non amettono il culto dei santi. Il termine culto, tendenzialmente, è utilizzato dalle chiese evangeliche per nominare la celebrazione comunitaria.